# North Great River
North Great River és una concentració de població designada pel cens dels Estats Units a l'estat de Nova York. Segons el cens del 2000 tenia 3.929 habitants.

## Demografia
Segons el cens del 2000, North Great River tenia 3.929 habitants, 1.156 habitatges, i 996 famílies. La densitat de població era de 665,3 habitants per km².
Dels 1.156 habitatges en un 41,3% hi vivien nens de menys de 18 anys, en un 73,2% hi vivien parelles casades, en un 8,9% dones solteres, i en un 13,8% no eren unitats familiars. En el 10,6% dels habitatges hi vivien persones soles el 4,3% de les quals corresponia a persones de 65 anys o més que vivien soles. El nombre mitjà de persones vivint en cada habitatge era de 3,4 i el nombre mitjà de persones que vivien en cada família era de 3,64.
Per edats la població es repartia de la següent manera: un 27,9% tenia menys de 18 anys, un 7,1% entre 18 i 24, un 32,4% entre 25 i 44, un 22,2% de 45 a 60 i un 10,4% 65 anys o més.
L'edat mediana era de 36 anys. Per cada 100 dones de 18 o més anys hi havia 96,3 homes.
La renda mediana per habitatge era de 66.000 $ i la renda mediana per família de 70.385 $. Els homes tenien una renda mediana de 44.911 $ mentre que les dones 31.270 $. La renda per capita de la població era de 22.489 $. Entorn del 4,3% de les famílies i el 3,8% de la població estaven per davall del llindar de pobresa.